# Houston Astros

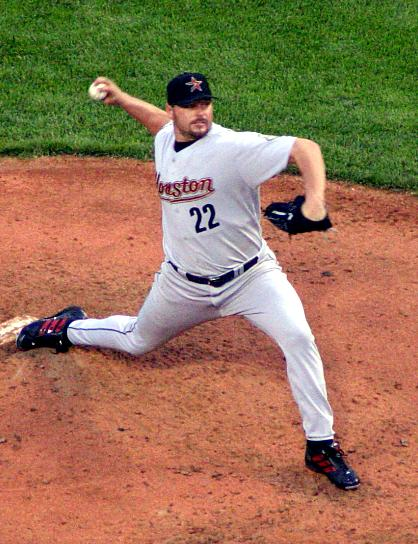
Roger Clemens, nadhazovač Astros v dresu pro utkání na hřišti soupeře, 2004

Houston Astros je profesionální baseballový klub Major League Baseball. Založen byl v roce 1962 jako Houston Colt.45s, od sezóny 1965 nosí současný název Astros. Do roku 2012 patřil do Centrální divize Národní ligy, poté byl přesunut do Západní divize Americké ligy.
Za svou historii se Houston jako vítěz Národní ligy jedenkrát dostal do Světové série. V roce 2005 v ní podlehl týmu Chicago White Sox 0:4 na zápasy. Houston v té době patřil mezi relativně bohaté kluby a v jeho dresu nastupovaly velké hvězdy včetně legendárního Rogera Clemense.
Po tomto úspěchu však následovalo postupné zubožení hráčského kádru, Houston se stal zdaleka nejslabším týmem Major League Baseball a v roce 2011 byl prodán novému majiteli s podmínkou, že se před sezónou 2013 přesune do Západní divize Americké ligy.
V sezóně 2017 Astros vyhráli 101 zápasů v základní části a v play-off vyřadili postupně Boston Red Sox 3:1 a poté i New York Yankees 4:3, ačkoliv už prohrávali 2:3 na zápasy. V sedmém utkání finále zdolali v Los Angeles domácí Dodgers 5:1 a Světovou sérii vyhráli 4:3.